# جمهور
کتاب جمهور 
(به یونانی کهن: Πολιτεία، پولیتی) که در فارسی با نام جمهوریت نیز شهرت دارد اثر سترگ فلسفی افلاطون است که از مشهورترین و تأثیرگذارترین متون کلاسیک فلسفه سیاسی در غرب به‌شمار می‌آید. کتاب شامل ۱۰ نمایشنامه به صورت گفتگو میان سقراط و افراد دیگر است و در آن به مسایلی از قبیل عدالت، نوع حکومت و حقیقت پرداخته شده‌است.

## خلاصه

### کتاب اول
مباحثه در خانه‌ای واقع در نزدیکی دروازه پیرائوس شهر آتن صورت می‌گیرد. صاحب‌خانه پیرمردی پولدار و آریستوکرات به نام کفالوس است. در میان جمع علاوه بر سقراط، پولمارخوس پسر کفالوس، گلاوکن و آدیمانتوس برادران افلاطون، و تراسیماخوس سوفسطایی نیز حضور دارند.
جمهوری با توصیف کفالوس از سن پیری آغاز می‌شود. او می‌گوید در سن پیری انسان از هیجان‌های جوانی رهایی می‌یابد و همچون برده‌ای است که از بند شهوات آزاد شده است. حال روحی هرکس در سن پیری به این بستگی دارد که ایام عمر را چگونه گذرانده است.
انسان در ایام پیری زندگی خود را مرور می‌کند. اگر بد زندگی کرده و کارهای ظالمانه کرده باشد، به تشویش می‌افتد؛ ولی آنکه در گذشتهٔ خود عملی ظالمانه نیابد، آرامش خود را باز می‌یابد و امید یار او می‌شود. البته اگر کسی در ایام پیری از تمکن مالی برخوردار باشد، راحت‌تر و بهتر زندگی را می‌گذراند.
سقراط از کفالوس می‌پرسد: «بزرگترین خوشی و نیکی که از ثروت به تو رسیده است چیست؟»
کفالوس می‌گوید که ثروت بیش‌تر از آن جهت خوب است که او را سخی و شریف و عادل بار می‌آورد. ثروت آدمی را بازمی‌دارد از اینکه عملی خلاف عدالت انجام دهد یا مدیون دیگری باشد، امّا «نه خردمند اگر تنگدست باشد رنج پیری را به آسانی می‌تواند تحمل کند، و نه بی‌خرد هر چند توانگر باشد آرامشی در درون خود می‌یابد.» پس تنها مردمان عدالت‌پیشه و درستکار از ثروتی که اندوخته‌اند، سود می‌برند.
سقراط از کفالوس می‌پرسد که مقصودش از عدالت چیست و بدین ترتیب مباحثه جهت فلسفی می‌گیرد. کفالوس عدالت را «درستکاری و پس دادن مال غیر» تعریف می‌کند، و سقراط می‌گوید اگر کسی مالی را در حال سلامتی از کسی بگیرد و آن را در حال جنون به او پس بدهد؛ آیا عادلانه رفتار کرده‌است؟ کفالوس ایراد را می‌پذیرد و از بحث کناره می‌گیرد و ادامه آن را به فرزند خود پولمارخوس واگذار می‌کند تا به گفتهٔ طنزآمیز سقراط در بحث نیز وارث پدر باشد.
پولمارخوس نخست از قول سیمونیدس شاعر می‌گوید «عدالت این است که آدمی دِینی را که به هر کسی دارد، ادا کند.» به این تعریف همان انتقاد قبلی وارد می‌شود. پس از چندبار انتقاد و تعدیل، پولمارخوس می‌گوید «عدالت آن است که به دوستان، نیکی کنیم و به دشمنان، بدی کنیم.» سقراط بازمی‌گوید «کار عادل این نیست که به کسی، خواه دوست باشد و خواه دشمن، بدی و زیان برساند؛ بلکه این کار، کار ستمگران است»
سرانجام تراسیماخوس ناشکیبا:«نتوانست خودداری کند، یکباره چون جانوری درنده به ما حمله‌ور گردید، چنان‌که گویی می‌خواست ما را پاره‌پاره کند… و فریاد برآورد… من آماده نیستم سخنان مهمل بشنوم.»
تراسیماخوس ادامه می‌دهد: «سقراط این چه دیوانگی است که تو را فراگرفته‌است و چرا با این طریق سفاهت‌آمیز ابلهان دیگر را پشت سر هم به خاک می‌اندازی؟ اگر حقیقتاً مدعی هستی که معنای عدالت را می‌دانی، تنها به سؤال از دیگران قانع مشو و از نقض و رد پاسخ‌هایی که می‌دهی غرور به خود راه مده؛ زیرا بسیار کسانی هستند که می‌توانند بپرسند ولی خود قادر به جواب نیستند.»
سقراط اما همچنان به سوالات خود ادامه می‌دهد تا آنکه بالاخره تراسیماخوس را وادار می‌کند تا تعریفی از عدالت نماید: «اشکال مختلفهٔ حکومت از دموکراسی و آریستوکراسی و حکومت مطلقه، به خاطر منافع خود وضع قوانین می‌کنند، در هر کشور حق و عدالت چیزی است که برای حکومت آن کشور سودمند باشد، و چون در همهٔ کشورها قدرت در دست حکومت است، از این رو اگر نیک بنگری خواهی دید که عدالت در همه جا یک چیز بیش نیست: چیزی که برای قوی سودمند باشد. من می‌گویم که حق در قدرت است و عدالت عبارت از نفع قوی‌تر است… مقصود من از ظلم یا عدم عدالت معنای وسیع آن است و مقصود من کاملاً در ملاحظهٔ حال یک حاکم مطلق‌العنان جبّار روشن می‌شود که با حیله و قدرت تمام اموال مردم را به دست می‌گیرد. حال اگر چنین کسی پس از گرفتن اموال مردم، خود آنان را نیز بنده و بردهٔ خود سازد به جای آنکه وی را متقلب و دزد بنامند؛ خوشبخت و سعادتمند می‌نامند. زیرا کسانی که از ظلم و ستم بد می‌گویند برای این است که از تحمل آن وحشت دارند؛ نه اینکه خود از ارتکاب آن می‌ترسند.»
تراسیماخوس می‌گوید نسبت زیردستان با حاکم مثل نسبت چوپان با گوسفندان است. چوپان به گوسفند خدمت می‌کند چون می‌خواهد به موقع از آن سود ببرد. سقراط می‌گوید چوپان از آن جهت که چوپان است جز منافع گله هیچ چیز را در نظر نمی‌گیرد و حکمران هم از آن حیث که حکمران واقعی است در ادارهٔ کشور هیچ چیز را نباید در نظر داشته باشد جز نفع کسانی که در تحت حکومت او قرار دارند. هیچ فنی از حیث اثر خاص همان فن چیزی عاید صاحب فن نمی‌کند، بلکه باید آن اثر را با اثر دیگر یعنی کسب مال که میان همهٔ فنون مشترک است، جمع کنیم: «در همهٔ فنون و هنرهای فردی، باید میان اثر خاصی که از هر کدام از آن‌ها حاصل می‌شود و هر کدام به سبب آن اثر، فن یا هنر نامیده می‌شود از یک سو؛ و فن پول درآوردن که همهٔ هنرها و فنون در آن مشترکند از سوی دیگر، فرق نهاد.» نتیجهٔ فن پزشک تندرستی است و نتیجهٔ فن معماری ساختمان و نتیجهٔ فن حکمرانی خدمت به مردم.
لذا شخص عادل به راحتی حکومت را نمی‌پذیرد، چون نه جاه‌طلب است و نه کیسه‌ای دوخته‌است و نه مزدور. پس باید به زور او را وادار به حکومت کرد؛ وگرنه محکوم کسانی بدتر از خود می‌شود. نیک‌مردان فقط برای رهایی از این کیفر، بار حکومت را به دوش می‌گیرند. در یک جامعه‌ای که از مردان شریف تشکیل شده‌است، همه از حکمرانی فرار می‌کنند.
فضیلت هر چیزی کاری است که آن چیز در نهایت در درستی آن را انجام می‌دهد. فضیلت چشم دیدن و فضیلت کارد بریدن است و فضیلت روح اندیشیدن، شور و حکومت است. کارد اگر بد باشد خوب نمی‌برد و روح اگر بد باشد نمی‌تواند کار خود را به نحو احسن انجام دهد. عدالت فضیلت روح است و ظلم فساد روح. انسان عادل خوب زندگی می‌کند و خوشبخت است و انسان ظالم بد زندگی می‌کند و بدبخت است. در پایان سقراط می‌گوید ما دربارهٔ عدالت سخن گفتیم بدون اینکه بدانیم عدالت چیست؟

### کتاب دوم
کتاب دوم با سخنان گلاوکن آغاز می‌شود. او نظر عوام‌الناس راجع به عدل و ظلم را نقل می‌کند، و از طرف آن‌ها وظیفهٔ دفاع از ظلم را عهده‌دار می‌شود. نخست می‌گوید: همهٔ چیزهایی را که مردم می‌خواهند، می‌توان بر سه دسته تقسیم کرد. بعضی چیزها، برای انسان فایده‌ای ندارد؛ اما وقتی انسان به آن می‌رسد، شاد و خوشحال می‌شود. بعضی چیزها هم برای انسان فایده دارد و هم باعث شادی می‌شود؛ مثل تندرستی؛ و بعضی چیزهای دیگر برای انسان فایده دارد، اما سبب رنج و سختی می‌شود؛ مثل ورزش و درمان دارویی. گلاوکن از سقراط سؤال می‌کند که عدالت جزء کدام یک از این سه دسته‌است. سقراط می‌گوید از هر سهٔ آن برتر است.
مردم می‌گویند ظلم فی نفسه خوب است و تحمل ظلم فی نفسه بد؛ و بدی تحمل ظلم بیش از خوبی ارتکاب ظلم است. وقتی مردم هم ظلم کردند و هم متحمل ظلم شدند، کسانی از آن‌ها که نمی‌توانستند ظلم کنند و فقط می‌بایست متحمل ظلم شوند؛ قانون تصویب کردند که هیچ‌کس به دیگری ظلم نکند و هیچ‌کس هم تحمل ظلم نکند و این را عدل پنداشتند. پس عدالت یعنی میانه‌روی؛ نه ظلم کن و نه به زیر ظلم برو. اگر انسان ظالم یا انسان عادلی را آزاد بگذاریم، می‌بینیم که هر دو به دنبال ثروت و قدرت می‌روند و تنها قانون آنان را وامی‌دارد که از حد تجاوز نکنند. عدل فی نفسه خوب نیست و باعث رنج و ناراحتی می‌شود؛ لذا اگر کسی مانند گوگس، حلقه‌ای پیدا می‌کرد که او را از چشم دیگران پنهان می‌ساخت، هرگونه انگیزهٔ عادلانه رفتار کردن را از دست می‌داد، زیرا می‌توانست خاطرجمع شود که قادر است از مجازات هر نوع جنایت، فریب یا اغوا در امان بماند.
دربارهٔ اینکه آیا زندگی عادل بیش‌تر قابل تأیید است، یا زندگی ظالم؛ گلاوکن وضعیتی را تصور می‌کند که در آن همگان انسانی عادل را ناعادل به‌شمار می‌آورند، او را شکنجه می‌دهند و گردن می‌زنند: به نظر می‌رسد که در تأیید زندگی او چیزی نمی‌توان گفت. سپس این وضعیت را مقایسه می‌کند با زندگی انسانی فریبکار و شرور که هرگاه بتواند از مجازات اعمالش در امان بماند، اوضاع را طوری ترتیب می‌دهد که فردی عادل در نظر آید حال آن که سرتاپا انسانی اخلاق‌نشناس و بی‌وجدان است. او خوشبخت زندگی می‌کند و با این که در پس نقابی که به چهره دارد سیمای راستینش به شرارت آمیخته‌است، اسوهٔ آبرومندی به‌شمار می‌رود. به عقیدهٔ گلاوکن این امر حاکی از آن است که عدالت سودی ندارد یا دست‌کم همواره قرین فایده نیست.
در اینجا آدیمانتوس می‌گوید که اشعار شاعرانی مثل هومر که مردم آن‌ها را سخنگویان خدایان می‌دانند؛ پر است از مطالبی که انسان را تشویق به ظلم می‌کنند و از رنج و بدبختی انسان عادل سخن می‌گویند. وقتی کودک دبستانی چنین اشعاری را می‌خواند، واقعاً در روح او چه تأثیری خواهد کرد؟ او می‌گوید اگر خدایان نباشند یا باشند و کاری به ما نداشته باشند، زندگی انسان ظالم که یک عمر حکومت کرد، و به لذت و شادی عمر خود را به پایان رساند، بهترین زندگی است. اما اگر خدایان باشند و ما به‌ناچار در جهانی دیگر با آن‌ها سروکار داشته باشیم؛ باز هم در این دنیا انسان ظالم می‌تواند کاری را که نمایندگان خدایان در روی زمین، یعنی شاعران، بیان کرده‌اند؛ عمل کند و خود را نجات دهد. مثلاً با قربانی، صدقه و انجام مناسک می‌تواند رضایت خدایان را به دست آورد. پس هر کسی می‌تواند ظلم کند و بعد با انجام اعمالی خود را از عقوبت برهاند. آدیمانتوس می‌گوید که به دلیل تغذیه از چنین فرهنگی است که عامهٔ مردم آنچنان که گلاوکن می‌گوید؛ ظلم را بر عدل ترجیح می‌دهند.
اما پس چرا برخی کسان همچنان از عدل به نیکی یاد می‌کنند؟ به عقیدهٔ آدیمانتوس آن‌ها یا دارای استعدادی هستند که عامهٔ مردم ندارند یا در پرتو دانش به چنین مقامی رسیده‌اند، که این هم کار عامهٔ مردم نیست ویا «انگیزه‌ای جز ترسویی یا ناتوانی یا ضعف پیری ندارند و چون قادر به ستم کردن نیستند ستمکاری را نکوهش می‌کنند. بهترین دلیل راستی این سخن این است که همین که یکی از آنان به قدرت برسد بی‌درنگ دست به ستمکاری می‌گشایند و در این راه از آنچه از دستش بر آید دریغ نمی‌ورزد.» آدیمانتوس معتقد است که علت این بد فهمی‌ها یکی به خاطر این است که سقراط و کسانی مانند او به خود عدل و خود ظلم نمی‌پردازند و همیشه به فواید و نیکی و پاداش… می‌پردازند که در پرتو یکی بدست می‌آید و در پرتو دیگری از بین می‌رود. گفته نمی‌شود که خود عدل و خود ظلم با روح انسان چه می‌کند.. لذا خطاب به سقراط می‌گوید: «ثابت کن که عدل به خودی خود، برای کسی که از آن بهره‌مند باشد سودمند است؛ و ظلم به خودی خود زیان آور.»
سقراط یا در حقیقت افلاطون، به این درخواست چگونه پاسخ می‌دهد؟ او در ابتدا با آن روبه‌رو نمی‌شود؛ بلکه استدلال می‌کند که تجزیه و تحلیل عدالت در عرصهٔ جامعه، آسان‌تر از مطالعهٔ آن در هر یک از افراد است؛ و جامعه عبارتست از فرد در مقیاسی وسیع‌تر. او مثال می‌زند که برای آزمایش بینایی یک فرد ابتدا او را وادار می‌کنند که حروف و کلمات بیش‌تری بخواند و سپس حدود آن را کوچک‌تر می‌کنند؛ درست همان‌طور که برای شخص نزدیک‌بین آسان تر است که نخست حروف بزرگتر را ببیند و سپس آن را با حروف کوچکتر تطبیق دهد.
ویل دورانت در این‌باره می‌نویسد: «نباید فریب سخن افلاطون را خورد؛ زیرا این‌ها همه مقدمه برای دو کتاب دیگر است و افلاطون نمی‌خواهد که فقط مسائل فردی را بررسی کند؛ بلکه حکومت کمال مطلوب را در آستین دارد. پس استطراد معفو است و بلکه بجاست؛ زیرا هستهٔ اصلی و اهمیت کتاب به آنان است.»
سقراط چنان‌که گفته، به بررسی جامعه می‌پردازد و می‌گوید که «جامعه بدین علت شکل می‌گیرد که هیچ‌کس به تنهایی نمی‌تواند همهٔ مایحتاج خود را آماده کند، بلکه ما همه به یکدیگر نیازمندیم.» لذا انسان‌ها در یک مکان سکونت می‌کنند، تا نیازهای خود را برطرف کنند و ما آن را جامعه می‌نامیم. هر یک از مردم هم مطابق با ذوق و استعداد خود کاری را به عهده گرفته و انجام می‌دهند. با ممارست هریک در کار خود مهارت کسب می‌کنند و: «همواره بر خدا درود می‌فرستند… توالد و تناسل خود را به اندازهٔ مواد اولیهٔ خود محدود می‌کنند زیرا از فقر و جنگ می‌هراسند… برای غذای خود نمک و زیتون و پنیر دارند و پیاز و کلم مصرف می‌کنند… بدین ترتیب در صحّت و آرامشی حقیقی تا سالیان دراز می‌زیند و پس از مرگ یک چنین زندگی را که کمال مطلوب است، برای فرزندانشان به ارث می‌گذارند.»
سپس سقراط به این می‌پردازد که چرا این کمال مطلوب محقّق نشده یا باقی نمانده‌است. او پاسخ می‌دهد که علت آن حرص و آز مردم و تجمل‌پرستی‌شان است. فزون‌خواهی موجب می‌شود تا مردم به تأمین نیازهای اولیه اکتفا نکنند و زود از آنچه دارند، سیر شوند و خواهان آنچه ندارند باشند؛ پس جنگ درمی‌گیرد و نیاز به پاسداران عیان می‌شود. پاسداران کشور باید چون سگ‌های نگهبان باشند؛ از این حیث که سگ به بیگانه‌ای که نمی‌شناسد حمله می‌کند حتی اگر به او محبت کند؛ و به دوست حمله نمی‌کند حتی اگر به او محبت نکند؛ و این ویژگی در یک تن جمع نمی‌شود مگر اینکه او علاوه بر شجاعت و زورمندی، طبعی فیلسوفانه نیز داشته باشد.
برای جامعه چنین افرادی را باید تربیت کرد؛ و از روشی که در طی سالیان بوجود آمده‌است، استفاده نمود. در این‌جا شرح برنامهٔ آموزشی افلاطون برای پاسداران از زبان سقراط، آغاز می‌شود و تا کتاب سوم نیز ادامه می‌یابد. در این برنامه هم ورزش برای پرورش تن و هم تربیت معنوی برای پرورش روح گنجانده شده‌است؛ و تربیت روح مقدم بر تربیت تن است. تربیت روح از زمان کودکی آغاز می‌شود و معمولاً هم با قصه و داستان؛ لذا باید مواظب باشیم که هر داستانی را برای بچه‌ها تعریف نکنیم قصه‌های خوب را برگزینیم و قصه‌های بد را کنار بگذاریم منظور از داستان‌های بد اشعار شاعرانی مثل هومر و هزیود است. در اساطیر یونان خدایان جنایت‌های زیادی مرتکب می‌شوند، مثلاً پدر خود را شکنجه می‌کنند باید جلوی این‌گونه قصه‌ها گرفته شود و در صورت درست بودن هم باید فقط برای عده‌ای خاص و در شرایط مناسب بیان شود چون کودکان استعاره را نمی‌فهمند و هر چه را که شنیدند همان را باور می‌کنند. باید به کودکان گفت «هیچ‌کس با خویشان و هموطنان خود دشمنی نورزیده و این‌گونه دشمنی خلاف دینداری است.» خلاصه آنکه اشعار شاعران از دروغ و نفرت و انتقام خانوادگی و غیره پاک شود. خدا فقط منشأ خیر است و اگر کیفری هم می‌دهد به خاطر بدی است که فرد مرتکب شد و خدا با مجازات، آن فرد را پاک خواهد کرد.
اصل دوم این است که خدا در نهایت کمال و زیبایی است و هیچ گونه تغییری در او روی نمی‌دهد لذا «هر کس بخواهد در بارهٔ خدایان سخنی بگوید یا شعری بسراید، باید این حقیقت را در نظر بگیرد که خدایان ساحر و جادوگر نیستند، و تغییر صورت نمی‌دهند، و به وسیلهٔ گفتار یا کردار خود کسی را نمی‌فریبند.»
اصل سوم این است که داستان‌هایی بگوییم که آنان را از ترس در برابر مرگ آزاد کند و در ضمن جهان دیگر را بستاید نه این که دهشت‌زا جلوه دهد.

### کتاب سوم
افلاطون در کتاب سوم چگونگی تربیت پاسداران را پی می‌گیرد. یکی از ابزارهای تربیت در کودکی، داستان است. داستان‌سرا باید چهره‌ای نیک از خدا نشان دهد. همچنین است داستان‌هایی که دربارهٔ آدمیان می‌گویند. برای مثال نباید بگویند که خدایان ستمکارند یا آنکه انسان ستمکار عمری را در نیکبختی بسر می‌برد و فایدهٔ عدالت همواره به دیگران می‌رسد و برای خود عادل جز زیان حاصلی ندارد.
جوانان ما به هیچ عنوان نباید دروغ بگویند و دروغ فقط برای زمامدار و آنهم در حالتی خاص رواست. «اگر دروغ گفتن اصلاً روا باشد، باید آن را تنها برای زمامداران کشور مجاز شمرد که هر گاه خیر و صلاح جامعه ایجاب کند آن را خواه به منظور فریب دادن دشمنان و خواه به نفع مردم کشور بکار ببرند.»
موسیقی در تربیت کودکان نقشی بسیار مهم دارد؛ زیرا وزن و آهنگ آسان‌تر و سریع‌تر از هر چیز در اعماق روح آدمی راه می‌یابد. وقتی روح انسان زیبا شد، به زیبایی روی می‌آورد و از زشتی پرهیز می‌کند؛ و اوج درک زیبایی در عشق است. خویشتنداری با لذائذ مفرط جور در نمی‌آید؛ لذا کسی که عاشق معشوقی است «حق دارد چون پدری او را دوست بدارد و ببوسد و با او معاشر باشد. این دوستی فقط باید برای زیبایی معشوق باشد و روابط آن دو هرگز نباید از این حد تجاوز کند و گرنه عاشق متهم خواهد شد به اینکه از تربیت بویی نبرده و از درک زیبایی ناتوان است.» پس تنها کسانی که از تربیت روحی درست بهره‌مند هستند، می‌توانند خویشتن‌دار باشند. عاشق باید از جسم معشوق بگذرد؛ و عاشق روح زیبای او شود؛ لذا «کسی که روحش از زیبایی بی نصیب است، سزاوار عشق نیست؛ ولی اگر صاحب روح زیبا عیبی در بدن داشته باشد؛ می‌توان از آن عیب چشم پوشید و دوستش داشت.» اوج تربیت روحی دل بستن به زیبایی است.
همزمان با تربیت روح، جوانان باید از تربیت جسم هم برخوردار شوند. نه اینکه از انواع غذاها بخورند و چاق و بداندام شوند و هر روز به پزشک مراجعه کنند و عمری را در علیلی و مریضی زندگی کنند و فرزندان علیل به دنیا بیاورند. آسکلپیوس خدای دانش پزشکی «معالجهٔ بیمارانی را، که ادامهٔ زندگی نه برای خود آنان سودمند بود و نه برای جامعه، وظیفهٔ خود نمی‌دانست.»
جامعه باید پزشک داشته باشد و حتی پزشک انواع بیماری‌ها را در تن خود آزموده باشد و با انواع انسان‌های بیمار سروکار داشته باشد تا بتواند بهتر معالجه کند. اما قاضی بر عکس باید دارای روحی پاک باشد. قاضی خوب چنان کسی است که در نتیجهٔ دقت و تفحص در روح دیگران توانسته باشد بیدادگری و پلیدی را بشناسد؛ نه به علت کشف آن در درون خود.
اما از میان پاسداران چه کسی باید برگزیده شود. کسی که «در همهٔ عمر هر خدمتی را که به صلاح جامعه بدانند با اشتیاق فراوان انجام می‌دهند و از هر کاری که به زیان جامعه باشد می‌پرهیزند.» اما چنین جوانانی را باید از کودکی تربیت کرد نخست باید تکالیفی برای آنان معین کنیم که آدمی در حین انجام دادن آن‌ها بیش از هر موقع دیگر عقاید خود را زیر پا می‌گذارد. سپس هر کدام که فراموشی به خود راه نمی‌دهد و فریب ظاهر را نمی‌خورد و همواره در عقیدهٔ خود استوار می‌ماند، انتخاب کنیم. سپس آن‌ها را به کارهای سخت بگماریم تا به رنج و مشقت بیفتند و مجبور به نبرد و مبارزه شوند. در مرحلهٔ سوم آن‌ها را در برابر عوامل فریب دهنده قرار دهیم و از این حیث نیز بیازماییم. «از میان این گروه باید آن کسی را که هم در کودکی، هم در جوانی و هم در سنین مردی از آزمایش سربلند درآمده و اصالتش آشکار شدهاست به پاسداری جامعه انتخاب کنیم و زمام کشور را به دست او بسپاریم» و بقیهٔ پاسداران بهتر است دستیار و یاور زمامداران باشند.
توفیق کشور در گرو وفاداری به مرز و بوم خویش و به یکدیگر است. برای تضمین این وفاداری سقراط پیشنهاد می‌کند که همهٔ طبقات اجتماع باید به اسطوره‌ای در باب منشأ خویش ایمان آورند. «اسطوره عظیم»، «اسطوره فلزات» یا «دروغ برخاسته از بلندنظری»، بدین قرار است: همهٔ افراد در حالی از زمین زاده می‌شوند که به نحو تام و تمام صورت یافته‌اند:خاطرات مربوط به پرورش و تعلیم و تربیت رؤیایی بیش نیست. در واقع، همهٔ شهروندان خواهران و برادران یکدیگرند زیرا آن‌ها جمیعا فرزندان مام زمینم هستند. این امر باید ایشان را وادارد که هم به سرزمین خویش (مادر خویش) و هم به یکدیگر (خواهر و برادر خویش) وفادار باشند.
این اسطوره جنبهٔ دیگری هم دارد. خداوند آن‌گاه که به هر فردی نعمت وجود می‌بخشید، فلزی را به خمیره و سرشت او افزود. زر را در سرشت حاکمان گنجاند؛ نقره و سیم را در پشتیبانان؛ و مفرغ و آهن و برنج را در کارگران. سپس خداوند به حاکمان آموخت که آمیزهٔ فلزات را در شخصیت کودکان بررسی کنند. بدین سان جامعه از سه طبقه تشکیل می‌شود. بچه‌ای که از زر است باید در میان پاسداران قرار گیرد حتی اگر فرزند کشاورزان یعنی برنج و آهن باشد یا بر عکس اگر فرزند پاسداری از جنس برنج بود باید کشاورز شود.
مقر پاسداران باید درجایی باشد که به راحتی هم بتوانند همهٔ مردم شهر را زیر نظر بگیرند و هم از شهر در برابر حملهٔ دشمن دفاع کنند. پاسداران باید در میان پادگان و همه با هم زندگی کنند و هیچ‌یک نباید جز به اندازهٔ ضروری مالی داشته باشند و هیچ فردی حق ندارد انبار یا خانه‌ای داشته باشد که کسی آزادانه حق نداشته باشد وارد آن شود. باید به اندازهٔ مایحتاج به آنان داد نه چیزی کم بیاورند و نه اضافه

### کتاب چهارم
دو چیز سبب فساد همهٔ حرفه‌ها می‌گردد یکی توانگری و دیگری تنگدستی. «توانگری سستی و زیاده روی و بیکارگی بار می‌آورد، و تنگدستی سبب می‌شود که حاصل کارها بی‌ارزش گردد و مردمان فرومایه و ناراضی شوند.» در ضمن کشوری که از توانگران و تهی دستان تشکیل یافته‌است یک کشور نیست بلکه دو کشور است و در میان هر یک باز کشورهای دیگر نیز هست اما کشوری که ما بنیاد نهاده‌ایم تنها جامعه‌ای است که یک کشور است و تا آن حد می‌تواند توسعه یابد که به وحدتش لطمه‌ای وارد نیاید.
باید جلوی نوآوری در امور تربیتی را بگیریم کوچکترین نوآوری در امور تربیتی، مثلاً در موسیقی، در نهایت منجر به تغییر قانون اساسی خواهد شد. کسانی که در چنین جامعه‌ای زندگی نمی‌کنند مجبور می‌شوند که هر روز قانونی تازه تصویب کنند و به خیال اینکه جامعه را نجات خواهند داد اما نمی‌دانند که هر سری را که قطع می‌کنند چندین سر جدید درمی‌آورد.
اگر جامعه‌ای را خوب تأسیس کرده باشیم باید جامعه‌ای باشد دانا و شجاع و خویشتن دار و عادل. از نشانه‌های دانایی حسن تدبیر در هر کاری است؛ و به این دانش عدهٔ بسیار کمی دست می‌یابند برخلاف کفشدوزی، و این دانش حقیقی است، خاص طبقه‌ای که از همهٔ طبقات دیگر کوچکتر است. این دانش پاسداری است و صاحبان آن زمامدارانی هستند که به معنی راستین پاسدار هستند.
صفت بعدی شجاعت است که خاص سپاهیان است. کسانی که استعداد طبیعی با تربیت درست در آنان همراه گردیده‌است؛ و چون قوانین را از روی اعتقاد وایمان می‌پذیرند، و در روح خویش جای می‌دهند، بر آن استوار می‌مانند؛ لذا شجاعت نوعی استواری است. اعتقاد درستی که از راه آموزش و پرورش بدست آورده‌اند؛ و به همین خاطر با تهور و بی‌باکی و آنچه که در جانوران وجود دارد، فرق دارد.
خویشتن‌داری نوعی نظم و هماهنگی، و پیروزی بر شهوات و حکومت بر خویشتن است. خویشتنداری، یعنی جزء عالی روح بر جزء پست و در جامعه یعنی جزء خردمند بر اجزای دیگر جامعه حکم براند و همه این را قبول داشته باشند پس خویشتن داری نوعی هماهنگی است.
اما عدالت، در جامعه هر کس باید تنها به یک کار مشغول باشد: کاری که با طبیعت و استعدادش سازگار است. «هر یک از طبقات سه‌گانهٔ پیشه وران و سپاهیان و پاسداران تنها به انجام وظیفهٔ خود اکتفا کند، عدل است، و جامعه‌ای که چنین وضعی در آن حکمفرما باشد، جامعه‌ای است عادل.»
در اینجا افلاطون سه جزئی بودن نفس را مطرح می‌کند. نظریه‌ای که گفته‌اند از فیثاغوریان گرفته‌است. جزء به معنای مادی نیست. «وی سه جزء را به عنوان صورت هایا عملکردها یا اصول عمل تلقی می‌کند، نه به عنوان اجزاء به معنی مادی.»
پس روح از سه جزء تشکیل شده‌است. خرد، خشم و شهوت. درست مثل سه طبقهٔ جامعه. مکان جزء خردمند سر است، ومکان جزء شجاعت و خشم میان گردن و حجاب حاجز جای دارد، و مکان جزء شهوت میان حجاب حاجز و ناف است. «علت اینکه افلاطون به پیروی از آلکمئون و مکتب طب سیسیلی سر و مغز را جایگاه تفکر می‌داند، مشاهدات کالبد شناختی نیست. جزء خردمند، شریفترین جزء روح است و از این رو باید در جایی مکان بگیرد که بتواند بر تمامی وجود آدمی اشراف داشته باشد.» و این تعیین جای در سنت هومر هم ریشه دارد.
حال هر حرفی را که برای جامعه زدیم و در نمای بزرگ نشان دادیم در اینجا نیز صادق است. بر انسان خرد باید حکم براندو زمام حکومت در دست او باشد. خرد چیزی است که انسان را از حیوان جدا می‌کند و جزء فناناپذیر روح انسان است و این دانایی است، اراده یعنی گوش به فرمان خرد باشد، چه در خوشی و چه در خشم، مفهومی را که خرد در ارهٔ خطرناک و بی‌خطر به او داده‌است استوار بدارد؛ و در کشمکش خرد با شهوت به یاری خرد بشتابد تا شهوت را کنترل کند، و این شجاعت است. اگر در انسانی هر یک از اجزای روح کار خود را انجام دهند و دو جزء پست‌تر علیه خرد قیام نکند، این خویشتنداری است. در هر انسانی که هر یک از سه جزء در جایگاه خود باشد، آن انسان عادل است.
«ظلم وقتی روی می‌نماید که اجزای سه گانهٔ روح با یکدیگر ناسازگاری آغازند و به انجام وظیفهٔ خود قناعت نورزند بلکه در کارهای یکدیگر مداخله کنند»

### کتاب پنجم
افلاطون در کتاب پنجم جمهوری نظر خودش را در بارهٔ زنان و کودکان بیان می‌کند؛ و از آنجایی که خود می‌داند نظر غریبی دارد، می‌گوید: «کسی باور نخواهد کرد که آنچه می‌گوییم اولاً قابل اجرا است، و در ثانی، به فرض قابل اجرا بودن، بهتر از روشی است که امروز متداول است.» افلاطون در قابل اجرا بودن نظریهٔ خود تردید دارد، نه در سودمندی آن.
زنان مانند مردان هستند. هیچ شغل اجتماعی نیست که خاص یک جنس خاص باشد. تمام حرفه‌هایی که بر روی مردان گشوده‌است، حتی جنگ، بر روی زنان نیز گشوده‌است.
«زنان پاسدار باید متعلق به همهٔ مردان پاسدار باشند و هیچ‌یک از آنان نباید با مردی تنها زندگی کند. کودکان نیز باید در میان آنان مشترک باشند. پدران نباید فرزندان خود را از دیگر کودکان تمیز دهند و کودکان نیز نباید پدران خود را بشناسند.» پس هر کس با هر کس نمی‌تواند در آمی‌زد، بلکه باید زنان پاسدار با مردان پاسدار و زنان طبقات دیگر با مردان همان طبقه ازدواج کنند؛ امّا باید طوری ترتیب داده شود که فقط زنان پاسدار بچه‌دار شوند تا نژاد مردم اصلاح شود.
مردانی که شجاعت بیشتری از خود نشان دادند، باید تشویق شوند تا با زنان بیشتری درآمیزند، تا فرزندان شجاع بیشتری به دنیا آیند؛ و وقتی کودک به دنیا آمد او را از پدر و مادر جدا می‌کنند و نیازی نیست که آنان همدیگر را بشناسند. پرستاران کودکان را نگهداری می‌کنند و مادران به کودکان شیر می‌دهند بدون اینکه بچهٔ خود را بشناسند. مردان از سن سی تا پنجاه و پنج و زنان از بیست تا چهل سالگی می‌توانند بچه دار شوند. هیچ مردی حق ندارد با دختر یا مادر و فرزندان آن‌ها ازدواج کند. همچنین هیچ زنی حق ندار با پسر یا پدر و فرزندان آن‌ها ازدواج کند. هر دوره‌ای که بچه‌ها به دنیا می‌آیند، بچهٔ همهٔ پدر و مادرانی هستند که در آن دوره بچه‌دار شده‌اند؛ ولی قانون مانع ازدواج برادر و خواهر نمی‌شود. چنین جامعه‌ای مثل یک فرد خواهد بود. درد یکی درد همه و خوشی یکی خوشی همه خواهد بود، دیگر به یک معنا مال من و مال او ندارد همه در همه چیز شریک هستند، دیگر کسی دزدی نمی‌کند چون اگر بدزدد از مال خود می‌دزدد.
افلاطون مدعی است چنین جامعه‌ای هیچ وقت با این توصیف کامل تحقق نمی‌پذیرد ولی این جامعه مثل یک نقاشی از انسانی است که تمام جنبه‌های هنری و زیبایی در آن رعایت شده، اما هیچ وقت چنین انسانی در خارج یافت نمی‌شود. آن یک نمونهٔ ایده آل است که جوامع باید سعی کنند تا به آن نزدیک شوند و راهش هم این است با تغییرات تدریجی که در قانون اساسی ایجاد می‌کنند به آن جامعهٔ مطلوب نزدیک شوند.
اولین تغییری که باید صورت گیرد این است که در جامعه‌ها فیلسوفان باید پادشاه شوند یا کسانی که پادشاه هستند فیلسوف. «اگر در جامعه‌ها فیلسوفان پادشاه نشوند، یا کسانی که امروز عنوان شاه و زمامدار به خود بسته‌اند به راستی دل به فلسفه نسپارند، و اگر فلسفه و قدرت سیاسی با یکدیگر توأم نشوند، و همهٔ طبایع یک جانبهٔ امروزی، که یا تنها به این می‌گرایند یا به آن، از میان بر نخیزند، بدبختی جامعه‌ها، و به‌طور کلی بدبختی نوع بشر، به پایان نخواهد رسید؛ و دولتی که وصف کرده‌ایم جامهٔ عمل نخواهد پوشید.»
فیلسوف کیست؟ فیلسوف کسی است که جویای تمام دانش است، کسی که اشتیاق به تماشای حقیقت دارد. کسی که می‌خواهد خود زیبایی، خود حقیقت را ببیند. افلاطون در اینجا مطرح می‌کند که شناسایی غیر از پندار است. متعلق شناسایی باشنده‌است و متعلق پندار چیزی بین باشنده و نباشنده. پندار، نه دانایی است و نه نادانی. کسی که خود زیبایی را می‌شناسد فیلسوف و دانا است و شناسایی دارد. کسی که زیبایی‌های کثیر را قبول دارد دارای پندار است و جای آن میان هستی و نیستی است. «دانستن (یا شناختن) با موجود (=آنچه کاملاً هست) ارتباط دارد، ندانستن با معدوم (= آنچه به هیچ وجه نیست)، و عقیده (یا اعتقاد) با آنچه میان هستی و نیستی (= موجود و معدوم) قرار دارد همان گونه که خود عقیده (یا اعتقاد) نیز حد وسطی است میان دانستن و ندانستن. آنچه میان موجود و معدوم قرار دارد شونده (= شیء در حال صیرورت) است که هم موجود است وهم معدوم. فیلسوف می‌خواهد موجود حقیقی را بشناسد، از عقیده و شونده فراتر می‌رود»

### کتاب ششم
فیلسوفان همواره عاشق شناختن آن هستی یگانهٔ ابدی هستند که دستخوش کون و فساد نیست. چون طالب دانایی هستند لذت روحی را بزرگترین لذت‌ها می‌دانند و به لذت جسمانی بی‌اعتنایند. فیلسوف معتدل و خویشتن‌دار است و از فرومایگی و دل‌بستن به چیزهای کوچک، به کلی بری است.
آدیمانتوس می‌گوید اگر فیلسوفان این‌گونه باشند که تو می‌گویی چرا «در عمل می‌بینیم که بیشتر کسانی که زندگی خود را وقف فلسفه می‌کنند، و نه تنها در جوانی به منظور کسب معلومات عمومی به آن می‌پردازند بلکه پس از گذشتن از جوانی نیز از آن دست برنمی‌دارند، مردانی فاسد و بیکاره بار می‌آیند و حتی بهترین آنان که از استعدادی مادرزاد بهره‌مندند در سایهٔ همین فلسفه، که تو اینهمه از آن جانبداری می‌کنی، از کارهای سیاسی ناتوان می‌گردند و عاطل و بی‌فایده می‌مانند.»
سقراط در جواب می‌گوید چون جامعه مسیر درستی را نمی‌رود، فیلسوف تماشاگر کسانی است که جامعه را درست رهبری نمی‌کنند و چون قدرت ندارد، کاری جز تماشا کردن ندارد؛ لذا عاطل و بیکار به نظر می‌رسند. وظیفهٔ مردم است که به سوی آن‌ها بروند. در ضمن باعث اصلی بدنامی فلسفه، کسانی هستند که تظاهر به فلسفه می‌کنند.
افلاطون در اینجا از سقراط در برابر انتقاداتی که در مورد آلکبیادس از سقراط می‌شد دفاع می‌کند و علت فاسد شدن آلکبیادس را توضیح می‌دهد. کسی که دارای روحی بلند، شجاعت، ثروت و زیبایی بود و سقراط امید فراوانی با او داشت؛ اما آلکبیادس نتوانست در مقابل وسوسه‌های قدرت دوام بیاورد. وضع فیلسوف مانند انسانی است که در قفس درندگان گرفتار آمده‌است نه می‌تواند مثل آن‌ها درندگی کند و نه می‌تواند جلوی آن‌ها را بگیرد و گرنه کشته می‌شود. چاره‌ای ندارد مگر خود را کنار بکشد و به همان جرقهٔ خود اکتفا کند و در هنگام مرگ با آرامش بمیرد اگر چه که موفق نشده‌است بر جامعهٔ خود تأثیر بگذارد.
فیلسوف باید زمام جامعه را بر عهده بگیرد و نخست طرح کلی قانون اساسی را بریزد و در هنگام ریختن این طرح به دو سو نگاه داشته باشد: «گاه به خود عدالت و خود زیبایی و خود خویشتن‌داری، و به عبارت دیگر، به ایدهٔ اصلی همهٔ قابلیتهای انسانی می‌نگرند، و گاه به تصویر این قابلیت‌ها آنچنانکه در روح آدمی قابل تحقق است.»
ایده را افلاطون به خورشید تشبیه می‌کند. افلاطون برای بیان اندیشهٔ خود در بارهٔ ایده از سه تمثیل (قیاس) استفاده می‌کند تمثیل خط (یا تمثیل خطِ تقسیم شده)، تمثیل غار و تمثیل خورشید (یا استعارهٔ خورشید). اگر چشم ما بینا باشد و شیء رنگین نیز روبروی ما باشد، باید روشنایی هم باشد تا چشم ما آن شیء را ببیند. «خوب» خورشید را به صورت خود آفریده‌است تا تصویر او باشد «از این رو همین نقشی را که «خوب» در جهان اندیشه و تفکر در مورد خرد و آنچه به وسیلهٔ خرد دریافتنی است به عهده دارد، همان نقش را خورشید در جهان محسوسات در مورد حس بینایی و چیزهای دیدنی دارد. ما باید چیزها را در پرتو نور خورشید ببینیم نه در پرتو شبانه. وضعیت روح ما نیز چنین است. اگر روح به چیزهایی توجه کند که در پرتو هستی راستین لایزال قرار دارند، آن‌ها را در می‌یابد و می‌شناسد و معلوم می‌شود که دارای خرد است؛ ولی اگر محیطی روی آورد که با تاریکی آمیخته‌است، یعنی توجه خود را به جهان کون و فساد معطوف سازد، فقط پندار و عقیده بدست می‌آورد و روشن بینی را از دست می‌دهد و در دایرهٔ پندارها سرگردان می‌شود و چون موجودی می‌گردد که از خرد بی‌بهره‌است» اگر چه که شناسایی و حقیقت به «خوب» شبیه هستند ولی هیچ‌یک از آن‌ها خود «خوب» نیستند بلکه خود «خوب» چیزی است برتر از آن دو. چیزهایی را که ما می‌بینیم نه تنها در پرتو خورشید است بلکه خورشید علت رشد و نمو آن نیز هست. موضوعات شناختنی نیز نه تنها قابلیت شناخته شدن را مدیون «خوب» اند بلکه هستی خود را نیز از او دارند، در حالی که خود «خوب» هستی نیست، بلکه از حیث علو و نیرو بسی والاتر از هستی است. حوزهٔ وجود، جهان ایده‌هاست، و «خوب» برتر از وجود است.»
بعد از این افلاطون از تمثیل خط استفاده می‌کند تا سلسله مراتب هستی را نشان دهد. سخن از دو عالم در میان است: یکی عالم چیزهایی است که به چشم در می‌آیند. دیگری عالم چیزهایی که به وسیلهٔ خرد شناخته می‌شوند. «یعنی، یکی عالم محسوس و دیگری عالم معقول. هر یک از این دو عالم به دو قسم تقسیم می‌شوند. دو جزء عالمی که به چشم می‌آید، عالم محسوس، یکی عالم تصاویر و سایه‌ها… است و دیگری عالم اشیاء و چیزها. دو جزء عالمی که شناختنی‌ها هستند، عالم معقول، یکی عالمی است که مبتنی بر فرض‌های اثبات نشده‌است و دیگری، روح آدمی از مفروضات به سوی اصل و مبدأ اولی، که دیگر به هیچ وجه بر مفروضات متکی نیست، بازمی‌گردد و بدون استمداد از تصاویر که در مورد نخستین جزء عالم شناختنی‌ها به یاری گرفته بود، بلکه فقط به یاری ایده‌ها و مفهوم‌های مجرد، در راه پژوهش گام برمی‌دارد. مراد از دومین جزء عالم شناختنی‌ها چیزهایی است که خرد، بی واسطه و به یاری دیالکتیک بدست می‌آورد؛ و فقط از مفاهیم مجرد استمداد می‌جوید. روح یک بار از تصاویر به اشیاء صعود می‌کند و بعد به عالم مفروضات و بعد به خود ایده یا خوب یا نخستین اصل هستی می‌رسد و دو باره بر می‌گردد و در حالی که آن اصل را مد نظر دارد تا پلهٔ آخرین پایین می‌آید. افلاطون مرزی قائل می‌شود بین فلسفه و ریاضیات. در ریاضیات بر اساس بعضی مفروضات استدلال می‌شود اما در فلسفه با روش دیالکتیک به خود ایده می‌رسیم؛ لذا شناسایی به وسیلهٔ استدلال بین شناسایی به وسیلهٔ خرد و شناسایی پندار است. پس در برابر چهار جزء دنیای هستی، چهار نوع فعالیت روح آدمی وجود دارد.» شناسایی به وسیلهٔ خرد، خاص بالاترین جزء هاست. شناسایی به وسیلهٔ استدلال خاص جزء دوم است. برای جزء سوم عقیده را باید در نظر بگیری. جزء چهارم موضوع پندار است.»

### کتاب هفتم

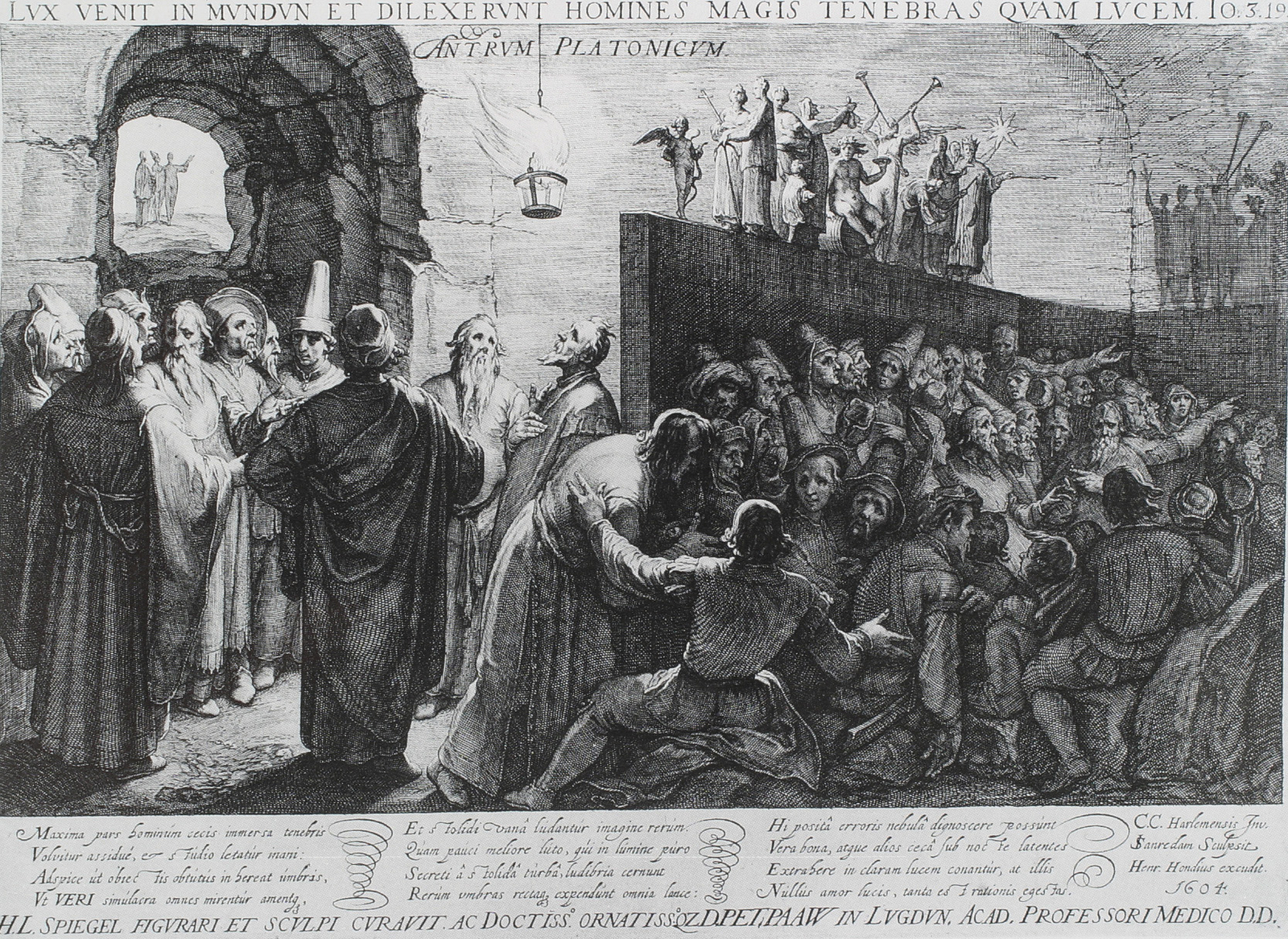
تمثیل غار، حکاکی اثرِ Jan Saenredam در سال ۱۶۰۴ (بر مبنای نقاشی کورنلیس ون هارلم)، آلبرتینا، وین

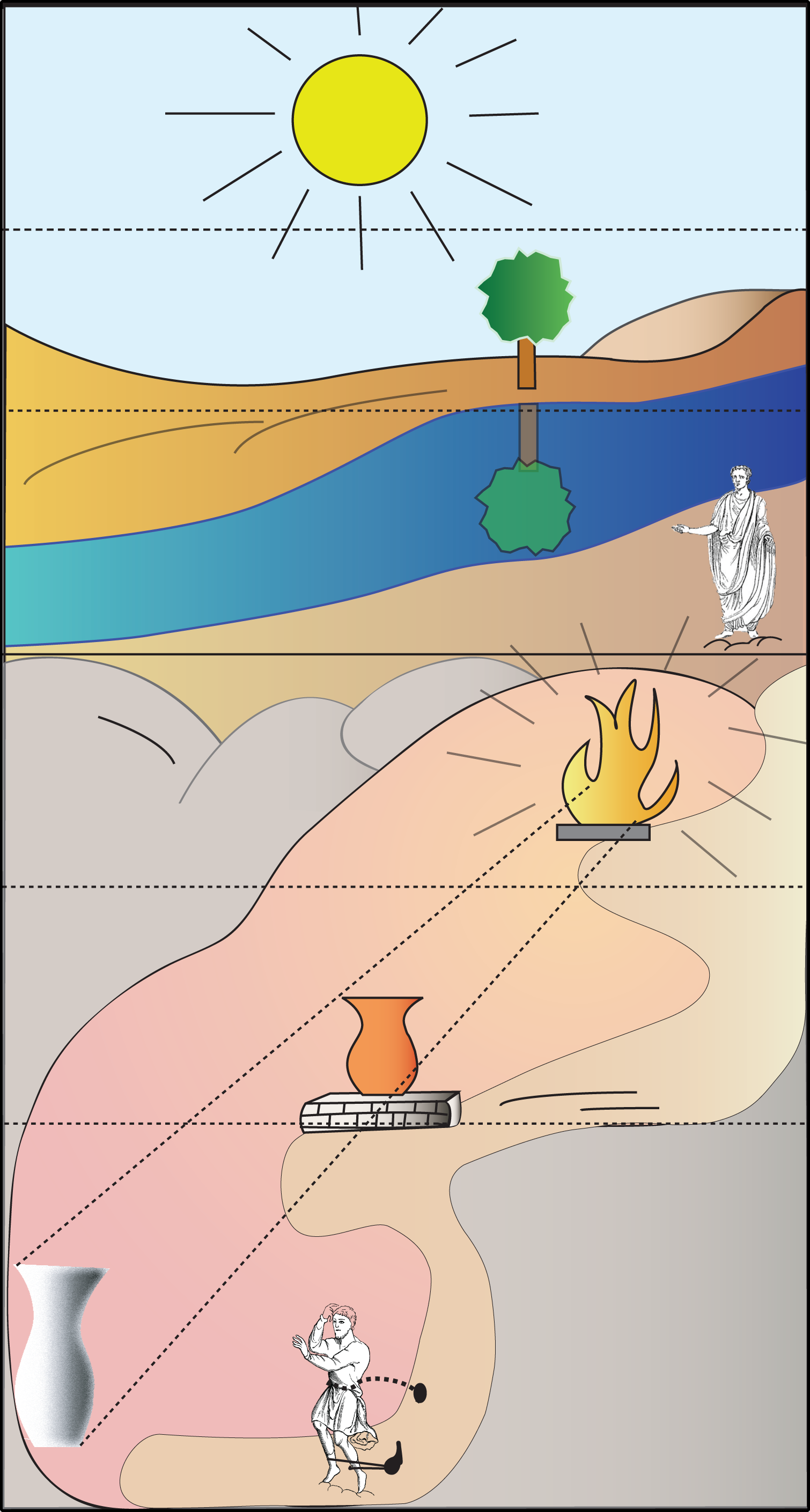
نمای تمثیل غار. شرح پرونده: چپ (از بالا به پایین): خورشید، چیزهای طبیعی، سایهٔ چیزهای طبیعی، آتش، اشیاء مصنوعی، سایهٔ اشیاء مصنوعی در سطح تمثیل (قیاس).
راست (از بالا به پایین): ایدهٔ «خوب»؛ ایدهها؛ موضوعات ریاضی؛ نور؛ موجودات و اشیاء؛ تصویر، تمثیل خورشید و تمثیل خط.

در کتاب هفتم، افلاطون مثال معروف تمثیل غار را بیان می‌کند. فرض کنیم که عده‌ای از انسان‌ها از اول دست و پایشان بسته و در درون غار بدون اینکه بتوانند به چپ و راست نگاه کنند نشسته هستند؛ پشت سر شان دیوار کوتاهی است و در بیرون غار آتش روشن است، افراد اشیایی را در لبه دیوار به این سو آن سو می‌برند، غارنشینان سایهٔ آن چیزها و سایهٔ خودشان را بر روی دیوار روبرویشان می‌بینند. صدای کسانی که در بیرون رفت آمد می‌کنند از دیوار غار منعکس می‌شود و آن‌ها خیال می‌کنند که سایه‌ها با همدیگر صحبت می‌کنند. غارنشینان همهٔ این‌ها را واقعیت می‌دانند، و گمان می‌برند که به معرفت دست یافته‌اند. اگر زنجیر پای یکی از آن‌ها را باز کنی و بیرون غار را به او نشان دهی چون نور بیرون غار چشم او را آزار می‌دهد و اگر در این هنگام اشیایی را به او نشان بدهی، او نمی‌تواند آن‌ها را ببیند لذا می‌خواهد هر چه سریعتر به داخل غار برگردد و همان سایه‌ها را حقیقی تر از اشیاء واقعی می‌داند؛ لذا باید او را به زور و به تدریج به بیرون غار بیاوری و نخست سایه و عکس اشیاء را در درون آب و بعد خود چیز هاو آدمیان را و سپس در شب آسمان و ستاره و در پایان خورشید را به او نشان دهی و در این هنگام به معرفت حقیقی دست می‌یابد و آنگه اگر به یاد زندگی ای که در غار داشته فکر کند می‌بیند به چه معرفتی دست یافته‌است. بعد از شناخت حقیقی در می‌یابد که زندگی درون غار چه قدر با زندگی حقیقی متفاوت است «دگرگونی شگفت‌انگیزی را که در زندگیش روی داده‌است سعادتی بزرگ خواهد شمرد و یاران زندان را به دیدهٔ ترحم خواهد نگریست.» اما او باید به درون غار بر گرددو با دیگر غارنشینان بنشیند و در تفسیر سایه‌ها با دیگران شرکت کند اما چون چشمش با تاریکی درون غار عادت ندارد مورد تمسخر غارنشینان واقع می‌شود و اگر بر تفسیر خود اصرار داشته باشد جانش را از دست می‌دهد. اساساً آدمی نمی‌خواهد به آنچه که خوگرفته‌است، روی برگرداند و «هیچ میل ندارد از نادانی رهایی اش دهند. به علت این رفتار انسانی، تربیت فقط با زور و اجبار صورت می‌تواند گرفت.»
افلاطون با تمثیل غار می‌خواهد بگوید که «اگر زندان غار را با عالم دیدنیها، و پرتو آتشی را که به درون غار می‌تابد با نیروی خورشید تطبیق کنی، و بیرون شدن از غار و تماشای اشیای گوناگون در روی زمین را سیر و صعود روح آدمی به عالم شناسایی بدانی، در این صورت عقیدهٔ مرا، که به شنیدنش آن‌همه اشتیاق داشتی، درست دریافته‌ای.»
سپس افلاطون نتیجه می‌گیرد که از آنجایی که نیروی شناسایی از آغاز در روح هر آدمی هست، وظیفهٔ مربی این نیست که چیزی را که در روح وجود ندارد در آن بگذارد بلکه وظیفهٔ آن این است که آنچه را که در روح وجود دارد سمت و سو بدهد یعنی باید روح انسان را از عالم کون و فساد بگرداند تا به تدریج به مشاهدهٔ هستی حقیقی خو گیرد؛ لذا هنر تربیت و آموزش و پرورش، جهت دادن است. نتیجهٔ دیگری که بدست می‌آید این است که زمام‌داری جامعه حق کسانی نیست که تربیت نشده‌اند و نه حق کسانی است که فقط به فکر تربیت خویشند. کسی که ایدهٔ «خوب» را دیده‌است حق ندارد در بیرون غار بماند بلکه باید به درون غار برگردد و دست و پای کسان دیگر را به تدریج باز کند و آن‌ها را به سوی خورشید حقیقت راهنمایی کند. چون صحیح نیست که فقط یک نفر نیکبخت شود بلکه تمام جامعه باید از سعادت بهره‌مند گردد. اما آیا چنین کسانی که به جزیرهٔ نیک‌بختان رسیده‌اند حاضرند حکومت را قبول کنند؟ افلاطون می‌گوید باید آن‌ها را قانع کرد و اگر نپذیرفتند باید به زور آنان را وادار کرد. فیلسوف نه تنها در نظر که در عمل نیز باید به اوج کمال برسد.
در پرتو کدام دانش می‌توانیم چنین انسانی تربیت کنیم، و روح او را از عالم کون و فساد به عالم هستی راستین رهبری کنیم؟ قبلاً گفتیم که زمامداران باید از میان سپاهیان باشند. در کودکی باید به آنان ورزش و ادبیات و بعد دانش حساب و ریاضیات را بیاموزیم. «ریاضیات، روح آدمی را مجبور می‌سازد که به عالم بالا توجه کند و در پژوهش، با خود اعداد سروکار داشته باشد و اجازه نمی‌دهد که آدمی اعداد را نمایندهٔ اجسام و اشیا ی مرئی بداند.» دانش بعدی که باید سپاهیان بیاموزند، هندسه است؛ و درسی است مقدماتی برای دیدگان روح ما تا متوجه جهان حقیقت شوند؛ و بعد ستاره‌شناسی بخوانند، دانشی دربارهٔ حرکت اجسام. و سپس موسیقی. اثر دانش‌های مقدماتی مانند زنجیر از پای برداشتن مردمان داخل غار است.
اما چرا فلسفه ما را به علم حقیقی می‌رساند نه علوم دیگر؟ چون علومی مثل ریاضیات با محسوسات شروع می‌کند و به مفروضات می‌رسد اما فلسفه کار خود را از نقطه‌ای آغاز می‌کند که ریاضی به پایان رسانده‌است. افلاطون در اینجا دوباره تقسیم خطی خود را بیان می‌کند. «نخستین و عالی‌ترین فعالیت روح را «دانش» بنامیم، فعالیت دوم را «شناسائی از راه استدلال» فعالیت سوم را «اعتقاد» و فعالیت چهارم را «پندار». دو فعالیت اخیر را با هم، به نام «عقیده» می‌خوانیم و دو فعالیت نخستین را یک جا به نام «شناسایی» خردمندانه. موضوع عقیده، دنیای «شدن» است که همواره دستخوش دگرگونی است. موضوع شناسایی خردمندانه، هستی راستین است که هرگز دگرگون نمی‌شود.
آموزش را باید از زمان کودکی آغاز کرد. اندکی که بزرگ شدند باید یک مدتی آن‌ها را ورزش داد و در نزدیکی‌های میدان جنگ برد؛ و از بیست سالگی جوانان برگزیده را دوباره باید آموزش داد و دانش‌های دورهٔ کودکی را با نظمی خاص به او آموخت تا نسبت دانش‌ها را با یکدیگر و نسبت آن را با هستی راستین دریابند. این دوره آموزش تا سی سالگی طول می‌کشد و بعد به جوانان برگزیده دیالکتیک را آموزش دهیم به مدت پنج سال. پس از آموزش آنان را دوباره به داخل غار می‌فرستیم یعنی آن‌ها را دوباره وارد زندگی اجتماعی کنیم و باید در میدان‌های جنگ بجنگند. مدت این دوره پانزده سال است که می‌شوند پنجاه سال. پس از آن بیشتر عمر خود را باید صرف فلسفه کنند و هر یک به نوبت قدرت را به دست گیرند نه به خاطر خودِ مقام بلکه به خاطر این که زمامداری را وظیفه‌ای ضروری می‌شمارند؛ و در همهٔ این مراحل زنان با مردان مساوی هستند.

### کتاب هشتم
افلاطون پس از اینکه می‌گوید کشور عادل کشوری است که در آن طبقات گوناگون نقش‌های شایستهٔ خود را انجام می‌دهند، و نیز فرد عادل کسی است که در او انگیزه‌های متفاوت در هماهنگی هستند، در کتاب هشتم به سراغ نمونه‌هایی از بی‌عدالتی در کشور و افراد می‌رود.
او چهار سنخ حکومت ناعادل و سنخ‌های شخصیتی متناظر با آن‌ها را بررسی می‌کند. این چهار گونه عبارتند از ارتش‌سالاری (تیموکراسی)، گروه‌سالاری (الیگارشی)، مردم‌سالاری (دموکراسی) و حکومت استبدادی (تیرانی).
ارتش‌سالاری حکومتی است نظیر حکومت دولت-شهر اسپارت که سائقهٔ عزّت نظامی بر آن حاکم است؛ در گروه‌سالاری ثروت است که علامت شایستگی است؛ مردم‌سالاری حکومتی است که جمیع مردم بر آن فرمان می‌رانند؛ و در حکومت استبدادی حاکم دارای قدرت مطلق است.
افلاطون بار دیگر از تناسبی که مدعی است میان کشور و فرد وجود دارد، بهره می‌جوید. از باب مثال، او در بررسی مردم‌سالاری مدعی می‌شود که حکومت مردم‌سالار از اصل آموزش برای حکمرانی غفلت می‌ورزد؛ اصلی که او آن را رکنی بسیار اساسی در کشور عادل دانسته‌است. یگانه شرط لازمی که حاکم در حکومت مردم‌سالار باید داشته باشد این است که ادعا کند دوست و غم‌خوار مردم است. متناظرا فرد مردم‌سالار نیز مانند حکومت مردم‌سالار خود را به دست رشتهٔ وسیعی از لذت‌ها می‌سپارد و از آن‌ها محظوظ می‌شود، بی‌آن‌که لذت‌های مبتنی بر امیال نیک را از لذت‌هایی که در شر و پلیدی ریشه دارند، ممتاز کند. نتیجهٔ این روند ناهماهنگی روانی است. فرد مردم‌سالار روا نمی‌دارد که عقل بر امیال ناشایست غالب شود. هوس‌های پوچ و باطل سلطه پیدا می‌کنند، و بدین قرار بی‌عدالتی ناگزیر می‌شود.

### کتاب نهم
روحیهٔ مناسب با حکومت استبدادی در کسی پیدا می‌شود که «به سبب استعداد فطری یا روش زندگی، یا به هر دو علت، به میخوارگی گراید یا دچار شهوتی تسکین ناپذیر شود، یا به دیوانگی مبتلا گردد.» کسی که همهٔ اوقات خودرا به باده‌گساری و جشن و مهمانی و مصاحبت زنان روزگار گذرانده باشد، وقتی پولش تمام شد چشم به دارایی پدر و مادر می‌دوزد و وقتی اموال پدر و مادر خود را از بین برد، راه دزدی از اموال همسایگان و پرستشگاه‌ها را در پی خواهد گرفت؛ شهوت بر او حاکم خواهد شد و دست به هر جنایتی خواهد زد و اگر تعداد این‌گونه افراد زیاد شود یک نفر را به عنوان رئیس قبول می‌کنند و در صورت قبول عامهٔ مردم به تخت پادشاهی می‌نشیند و استبداد در پیش می‌گیرد.
از صفات این‌گونه افراد بی‌وفایی و ستمگری به حد کمال است. صفت بارز چنین جامعه‌ای بردگی به حد اعلی است. دومین صفت چنین جامعه‌ای این است که کاری را که خود می‌خواهد نمی‌تواند انجام دهد. صفت سوم این که تهیدست است و صفت چهارم این که فرد در چنین جامعه‌ای همواره دچار ترس و نگرانی است و صفت پنجم این که ناله و شیون و اشک و اندوه بیش از هر جامعهٔ دیگری است.
روح آدمی دارای سه جزءاست. نفع‌طلب، جاه‌طلب و جزء دانش‌پژوه؛ و هر یک از این افراد نوع خاصی از لذت را می‌پسندد. برای دانش‌پژوه چه لذتی بالاتر از کسب دانش! پس این سه گونه آدم دربارهٔ لذت و «بطور کلی دربارهٔ ارزش کیفیت زندگی، با یکدیگر اختلاف نظر دارند» ملاک اینکه کدام یک از این سه نوع زندگی بهتر است چیست؟ تجربه، تفکر و استدلال خردمندانه. فیلسوف در ایام جوانی هر سه نوع زندگی را تجربه می‌کند، پس بهتر از هرکسی می‌تواند تشخیص دهد که کدام زندگی بهتر است. بعد جاه‌طلب است و بعد نفع‌پرست به عبارت دیگر ما در جامعه فیلسوف داریم و توانگر و سیاست‌مدار. «عالی‌ترین لذت‌ها، لذتی است که به جزء دانش‌پژوه روح آدمی دست می‌دهد، و لذیذترین زندگیها، زندگی آن کسی است که در وجودش زمام فرمانروایی به دست این جزء روح است.» پس نتیجه می‌گیریم که زندگی عادل بهتر از ظالم است. دلیل دیگری که افلاطون برای این امر می‌آورد این است که «چیزهایی که صرف تغذیهٔ بدن می‌شوند، از حقیقت و هستی راستین کمتر از چیزهایی بهره دارند که برای تغذیهٔ روح بکار می‌آیند.» روح چون از واقعیت بهرهٔ بیشتری دارد و از چیزهای واقعی تغذیه می‌کند لذتش نیز واقعی و حقیقی‌تر است. دو جزء دیگر روح یعنی جاه‌طلبی و نفع‌پرستی باید تحت فرمان خرد باشند. بنابراین «اگر همهٔ اجزای سه گانهٔ روح به فرمان جزء دانش‌پژوه آن تن دردهند، و علیه آن قیام نکنند، نه تنها هر جز روح کاری را که خاص خود اوست به انجام می‌رساند و بدین‌سان مطابق عدالت عمل می‌کند، بلکه تمام روح از لذتی که با طبیعتش سازگار است، یعنی از لذت راستین، برخوردار می‌گردد.» اما اگر دو جزء دیگر حاکم شوند هم از لذت خرد محروم می‌شوند هم از لذت‌های خود؛ و در عرصهٔ اجتماع از استبداد و بی‌نظمی دفاع می‌کنند. «زندگی فرمانروای مستبد از حیث لذت فقیرترین زندگیهاست و زندگی پادشاه دانش‌پژوه غنی‌ترین آنها».
لذت بر سه نوع است یک نوع حقیقی و دو نوع موهوم و چون فرمانروای مستبد از لذت خرد و قانون محروم است از مرز لذت‌های موهوم هم گذشته، و با لذت‌هایی مأنوس است که خاص فرومایگان است. افلاطون در پایان کتاب نهم تمثیلی برای سه جزء روح انسان می‌آورد: جزء نفع‌طلب را به هیولای چند سر و جزء جاه‌طلب را به شیر گرسنه و جزء خرد را همان گوهر الهی می‌داند؛ لذا کسی که شهوت را بر دو جزء دیگر حاکم می‌کند، آن هیولای هفت سر را بر انسان و شیر گرسنه حاکم کرده‌است و این پست‌ترین نحوهٔ زندگی است. اگر جزء جاه طلب را حاکم کند شیر گرسنه را حاکم کرده‌است ولی سعادت هر انسانی در این است که از روح الهی و خردمند پیروی کند.

### کتاب دهم
از هر چیز سه نوع وجود دارد؛ مثلاً در مورد تختخواب، یک نوع تختخوابی‌ست که خدا می‌سازد و بنا بر ضرورت بیش از یکی هم نمی‌سازد. نوع دوم تختی است که نجار و درودگر می‌سازد و روگرفتی سایه‌وار از تختخواب خداست، و نوع سوم یعنی تخت هنرمند نقاش، روگرفتی به تصویر کشیده شده از روگرفت نجار است؛ یعنی نقاش از تخت درودگر تقلید می‌کند. پس تقلیدِ تقلید است. شاعران و دیگر هنرمندان نیز مانند نقاش هستند. هنرمند به جای آن که به ما کمک کند تا به واقعیت معرفت پیدا کنیم، بر سر راه این معرفت مانع ایجاد می‌کند. این کار نیازمند هیچ‌گونه دانشی دربارهٔ موضوع تقلید نیست؛ یعنی هنر صرفاً روگرفتی از نمود است و بدین قرار روی به آن سو دارد که ما را از جهان صور، دور سازد.
تقلید با جزء پست روح ما پیوند دارد، و بدین قرار گرایش دارد به این که هماهنگی روانی لازم برای عدالت را مختل سازد. وقتی برای ما حادثهٔ ناگواری پیش می‌آید جزء خردمند روح ما را وامی‌دارد که خردمندانه با آن حادثه برخورد کنیم و نگذاریم آن جزء پست روح بر ما حکومت کند و ما را وادار به شیون و زاری نماید: «قانون فرمان می‌دهد که به هنگام سختی تا حد امکان آرام بمانیم و در برابر درد و رنج شکیبا باشیم؛ زیرا تشخیص اینکه آن درد سبب سعادت است یا مایهٔ سیه‌روزی، آسان نیست؛ با ناشکیبایی و شیون و فریاد نمی‌توان آینده را دگرگون ساخت. گذشته از این، هیچ‌یک از امور بشری چندان ارج ندارد که آدمی به خاطر آن خود را از دست بدهد. به‌علاوه، شیون و فریاد نمی‌گذارد آن نیروی معنوی که در روز سختی نیازمند آنیم به یاری ما شتابد.» پس کار درست این است که در هنگام ناملایمات راه صحیح را در پیش بگیریم.
اما شاعر تراژدی‌نویس ما را به گریه و زاری دعوت می‌کند و آن جزء پست روح را بیدار می‌کند و شاعر کمدی‌نویس هم همین‌طور. اشعار تقلیدی در شهوت و خشم و لذت و درد نیز همان اثر را دارند. فلسفه با خرد سرو کار دارد و شعر با جزء پست روح: «شعر و فلسفه از روزگاران کهن با یکدیگر در جنگ‌اند.» تنها وقتی شاعران را به کشور خود راه می‌دهیم که با شعر خود خرد آدمی را بیدار کنند.
افلاطون برای جاودانگی روح استدلال می‌کند و مدعی است که روح به سبب آفت طبیعی خود نابود نمی‌شود. چون آفت طبیعی روح ستمگری، ترسویی و نادانی است که هیچ‌کدام از این‌ها روح را نابود نمی‌کند و آفت‌های دیگر هم به روح نمی‌توانند آسیب برساند. پس روح جاودانی است. «ولی مشاهدهٔ ذات حقیقی آن، در مصاحبت تن و در حالی که آلودگی به پلیدیها سیمای آن را دگرگون ساخته‌است، میسر نیست. ماهیت راستین روح را فقط با دیدهٔ تفکر خردمندانه می‌توان دید.» اگر ما می‌خواهیم روح را چنان‌که براستی هست ببینیم، باید به سوی اشتیاقی که روح به دانش دارد توجه کنیم؛ و از همین‌جا می‌توانیم خویشاوندی روح را با ذوات خدایی و جاودانی دریابیم؛ و عدالت برای روح بهترین چیزها خواهد بود.
انسان عادل از فواید ظاهری و نام نیک هم بهره‌مند می‌شود و خدایان او را تنها نمی‌گذارند. در پایان نیز افلاطون به اسطوره پناه می‌برد و تصویری از زندگی انسان‌های خوب و بد از زبان «ار» ارائه می‌دهد.